# Doggumentary
Doggumentary es el undécimo álbum de estudio del artista estadounidense de hip hop Snoop Dogg, fue publicado el 29 de marzo de 2011, bajo el sello discográfico «Capitol Records» y «EMI Records».
Previamente el álbum iba a ser titulado Doggumentary Music y Doggystyle 2: Tha Doggumentary. Debutó en el puesto número 8 en el chart Billboard 200 de B vendiendo en la primera semana un total de 50 000 copias. También ingresó en el puesto número 2 en el Billboard Top Rap Albums y número 4 en el Top R&B/Hip-Hop Albums

## Lista de canciones
Créditos adaptados por Amazon..

| N.º | Título                                                | Escritor(es) | Productor(es)                              | Duración |  |
| 1.  | «Toyz N Da Hood» (con Bootsy Collins)                 | Calvin Cordozar Broadus, Jr., George Clinton, Jacob Dutton, Phillip Walker, William Earl Collins                                                                                                   | Jake One                                   | 2:39     |  |
| 2.  | «The Way Life Used to Be»                             | Brian Holland, Broadus, Denzil Foster, Edward Holland, Jr., Jay King, Kevin Gilliam, Lamont Herbert Dozier, Luther Ronzoni Vandross, Samuel Cooke, Thomas McElroy, William Henry Marcus Miller Jr. | Battlecat                                  | 3:43     |  |
| 3.  | «My Own Way» (con Mr. Porter)                         | Armond Davis, Broadus, Denaun Porter, Tony Jackson | Mr. Porter                                 | 3:05     |  |
| 4.  | «Wonder What It Do» (con Uncle Chucc)                 | Broadus, David Frank Paich, Charles Hamilton, Christian Gold, Gilliam, Kenton Nix, Michael Lawrence Denne, William Royce Scaggs                                                                    | Battlecat                                  | 3:43     |  |
| 5.  | «My Fucn House» (con Young Jeezy & E-40)              | Broadus, Earl Stevens, Jayson Wayne Jenkins | Rick Rock                                  | 5:07     |  |
| 6.  | «Peer Pressure» (con Traci Nelson)                    | Broadus, Farid Karam Nassar, Leslie Sample, Tracie Nelson, Wilbur H. Jennings | Fredwreck                                  | 4:07     |  |
| 7.  | «I Don't Need No Bitch» (con Devin the Dude & Kobe)   | Brian Honeycutt, Broadus, Daniel Tannenbaum, Devin Copeland, Malik Jones, Khalil Abdul-Rahman, Terence Harden                                                                                      | DJ Khalil                                  | 3:59     |  |
| 8.  | «Platinum» (con R. Kelly)                             | Broadus, Lexus Arnel Lewis, Robert Sylvester Kelly | Lex Luger                                  | 4:29     |  |
| 9.  | «Boom» (con T-Pain)                                   | Broadus, Faheem Rasheed Najm, Geneviève Alison Jane Moyet, Scott Storch, Vincent John Martin | Scott Storch                               | 3:50     |  |
| 10. | «We Rest N Cali» (con Goldie Loc & Bootsy Collins)    | Broadus, Collins, Keiwan Deshawn Spillman, Larry Troutman, Porter, Roger Troutman | Mr. Porter                                 | 4:10     |  |
| 11. | «El Lay» (con Marty James)                            | Broadus, Elijah Blue Molina, Marty James | Scoop DeVille                              | 4:06     |  |
| 12. | «Gangbang Rookie» (con Pilot)                         | Broadus, Devlin Williams, Dutton, Jones, Michael Morgan | Jake One                                   | 3:46     |  |
| 13. | «This Weed Iz Mine» (con Wiz Khalifa)                 | Andre Booth, Broadus, Chad Bromley, Cameron Jibril Thomaz, Molina, Ryan Patrick Maginn | Scoop DeVille                              | 3:43     |  |
| 14. | «Wet»                                                 | Broadus, David Benjamin, Niles Hollowell-Dhar | The Cataracs                               | 3:44     |  |
| 15. | «Take U Home» (con Too $hort, Kokane & Daz Dillinger) | Broadus, Cecil D. Womack, Jr., Delmar Drew Arnaud, Jerry B. Long, Jr., Sean Kenney, Todd Anthony Shaw                                                                                              | Meech Wells, Soul Mechanix (co.)           | 3:55     |  |
| 16. | «Sumthing Like this Night» (con Gorillaz)             | Broadus, Damon Albarn | Damon Albarn, Gorillaz (co.) Jason Cox     | 3:37     |  |
| 17. | «Superman» (con Willie Nelson)                        | Broadus, Willie Hugh Nelson | Willie Nelson                              | 2:05     |  |
| 18. | «Eyez Closed» (con Kanye West & John Legend)          | Broadus, James Bromley Spicer, Jacob Martin, John Stephens, Kanye Omari West, Russell Wendell Simmons                                                                                              | Kanye West, Jeff Bhasker, Mike Dean (add.) | 5:02     |  |
| 19. | «Raised in da Hood»                                   | Broadus, Dino Hawkins, Eric Vidal, Nicholas Vidal, Harden, Troutman, Warryn Campbell | Warryn Campbell, DJ Reflex (co.)           | 3:39     |  |
| 20. | «It's D Only Thang»                                   | Broadus, Christopher Goodman, Lavell William Crump | David Banner, THX (co.), Crane             | 3:16     |  |
| 21. | «Cold Game» (con LaToya Williams)                     | Broadus, LaToiya Williams, Claude B. Cave, Carlos D. Wilson, Louis W. Wilson, Ricardo A. Wilson, Roger Thomas, Robert Lewis                                                                        | Rick Rude, 9th Wonder                      | 3:49     |  |
| 22. | «Sweat» (David Guetta Remix)                          | Broadus, Benjamin, Hollowell-Dhar | David Guetta                               | 3:15     |  |

## Posicionamiento en listas
| País           | Listas                          | Mejor posición |
| -------------- | ------------------------------- | -------------- |
| Australia      | Australian Albums Chart         | 12             |
| Canadá         | Canadian Albums Chart           | 28             |
| Reino Unido    | UK Albums Chart                 | 44             |
| Reino Unido    | UK R&B Albums Chart             | 5              |
| Estados Unidos | US Billboard 200                | 8              |
| Estados Unidos | US Billboard R&B/Hip-Hop Albums | 4              |
| Estados Unidos | US Billboard Rap Albums         | 2              |